# 本町 (魚津市)
本町（ほんまち）は富山県魚津市の町名。現行行政地名は本町一丁目及び本町二丁目。いずれも住居表示を実施済み。郵便番号は937-0866。

## 概要
大町地区に属し、西を富山湾に面している。旧魚津町の本という町という意味で名付けられた。

## 歴史
前身の一つである大町は、天正の末から慶長年間中期までに起立した町と推定され、江戸期より魚津の中心の町を形成していった。元は魚津大町とも言っていたが、1893年（明治26年）からは魚津の冠称を省略している。
1956年（昭和31年）の魚津大火の頃までは、旧魚津町の中心部であった。特に旧大町通り（北陸街道）は宿場町として銀行、商店、旅館、人力車帳場などが建ち並び、旧魚津町内随一の繁華街であった。また、海岸は旧魚津港の埠頭として長年繁栄し、北陸本線が全通するまでは直江津港行の汽船が出て賑わい、北海道や樺太への物流基地として栄え、米やわら工品の倉庫も多かった。
1918年（大正7年）7月23日、北海道への米の輸送船・伊吹丸が魚津町に寄港した際、おりからの米価高騰に苦しんでいた漁師の主婦ら数十人が米の積み出しを行っていた当地の大町海岸に当時所在していた十二銀行（現・北陸銀行）の米倉庫前に集まり、米の積み出しを止めるように要求したことで米の搬出が中止され、後に米騒動へ発展することになる。現在、当地にはその舞台となった旧十二銀行米倉が残されており、近くの公園には船の舳先に米俵置いたモニュメントが置かれている。
1972年（昭和47年）8月1日、荒町・馬出町・大町・餌指町・寺町・元町・下新町が統合され、現在の本町一丁目および本町二丁目となった。1989年（平成元年）時点では既に住宅街に変貌している。

## 主な施設
本町一丁目
- 魚津城跡（旧魚津市立大町小学校）
- 富山地方裁判所魚津支部
- 富山家庭裁判所魚津支部
- 魚津簡易裁判所
- 富山地方法務局魚津支所
- 旧十二銀行倉庫（米騒動発祥の地）
- 大町コミュニティセンター
- 円乗寺
- 照顕寺
- 金刀比羅宮
- 大町海岸公園

本町二丁目
- 専光寺
- 栄明寺
- 勝楽寺
- 等覚寺
- 下田温泉
- 餌指公園

## 世帯数と人口
2024年（令和6年）12月31日現在の世帯数と人口は以下の通りである。
| 大字・丁目 | 世帯数  | 人口  |
| ---------- | ------- | ----- |
| 本町一丁目 | 145世帯 | 291人 |
| 本町二丁目 | 136世帯 | 301人 |
| 計         | 281世帯 | 592人 |

なお、1979年（昭和54年）時点での世帯数は522世帯、人口は1,998人であった。

## 小・中学校の学区
市立小・中学校に通う場合、学区は以下の通りとなる。
| 大字・丁目 | 小学校               | 中学校             |
| ---------- | -------------------- | ------------------ |
| 本町一丁目 | 魚津市立よつば小学校 | 魚津市立西部中学校 |
| 本町二丁目 | 魚津市立よつば小学校 | 魚津市立西部中学校 |